# Baile Eoin
Baile Eoin (gaèlic irlandès) o Johnstown (anglès) és un poble al Comtat de Kildare, Irlanda a 2 km al nord de Naas a la sortida 8 de la carretera N7. És a uns 25 km del centre de la ciutat del Dublín, i és la llar de molts treballadors a Dublín i Naas.
El carrer principal era part del sud-oest de l'antiga carretera principal de Dublín cap a Cork i Limerick, i el poble era un llogarret el 1970. La fonda de Johnstown era una concorreguda casa de postes fins al segle xix, i fora d'ella, s'hi detingué el cotxe del correu de Cork i cremat al començament de la rebel·lió de 1798. Va tenir una oficina de correu que va tancar a la dècada del 1920, i encara conserva les ruïnes medievals de l'església de St John arruïnada després del 1500. L'església és famosa per acollir la tomba de Richard Bourke, sisè earl de Mayo, el virrei fou mort a l'Índia el 1872.
La carretera principal finalment sobrepassà Johnstown el 1964 quan s'acabà el Naas Dual Carriageway. Aquesta fou ampliada al vial de sis carrils de la carretera N7 de Dublín a Johnstown, després de la qual passa a ser la carretera M7 de quatre carrils que duu cap a Limerick.